# Aartsbisdom Paraná

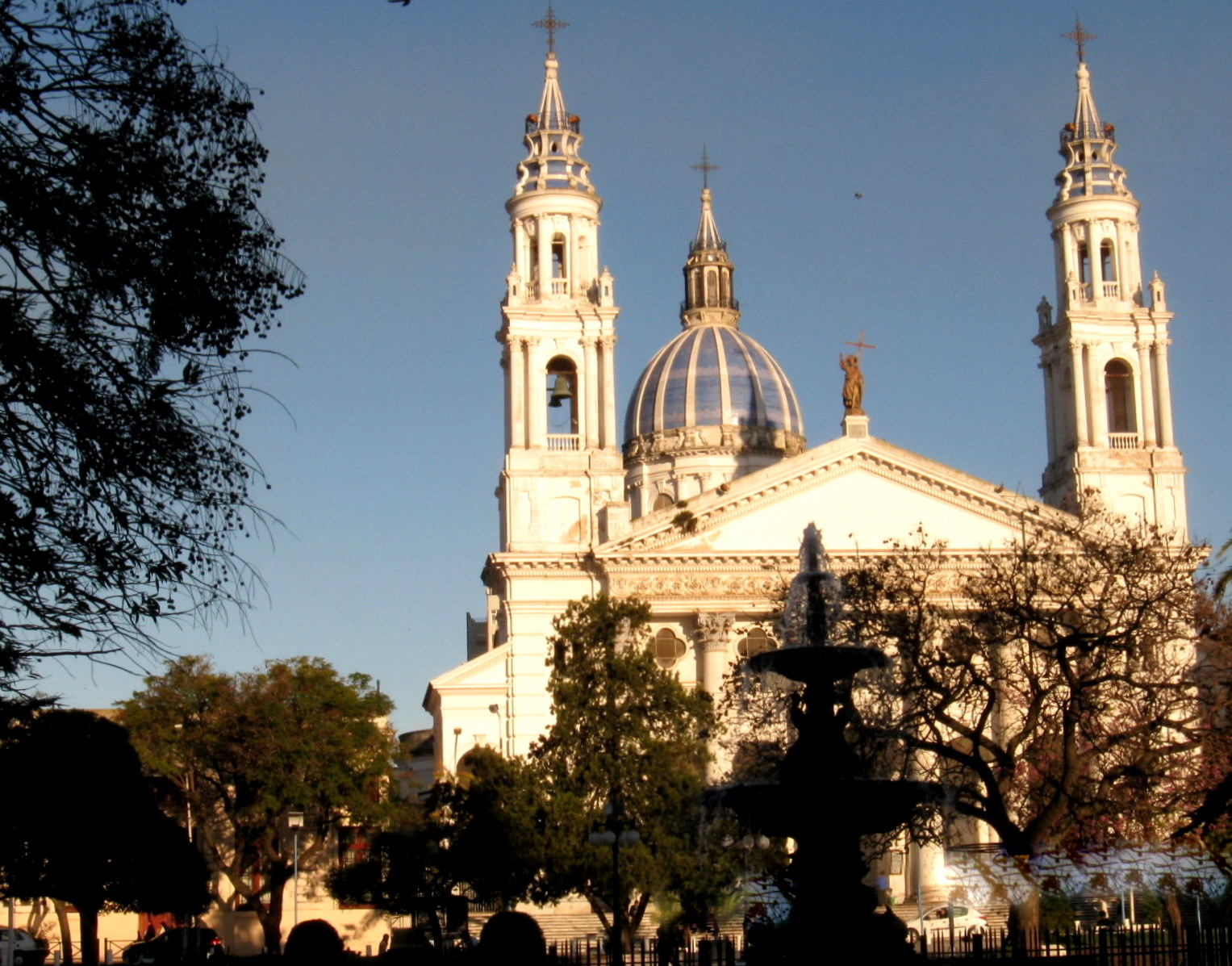
De kathedraal van Paraná

Het aartsbisdom (rood) binnen de kerkprovincie Paraná (roze)

Het aartsbisdom Paraná (Latijn: Archidioecesis Paranensis) is een rooms-katholiek aartsbisdom met als zetel Paraná in Argentinië.  
Het bisdom Paraná werd opgericht in 1859. In 1934 werd het verheven tot aartsbisdom.
De kerkprovincie Paraná beslaat de Argentijnse provincie Entre Ríos en bestaat verder uit twee suffragane bisdommen:
- Concordia, opgericht in 1961
- Gualeguaychú, opgericht in 1957

In 2019 telde het aartsbisdom 50 parochies. Het aartsbisdom heeft een oppervlakte van 30.348 km² en telde in 2019 631.000 inwoners waarvan 85% rooms-katholiek was. 

## Aartsbisschoppen
- Zenobio Lorenzo Guilland (1934-1962)
- Adolfo Servando Tortolo (1962-1986)
- Estanislao Esteban Karlic (1986-2003)
- Mario Luis Bautista Maulión (2003-2010)
- Juan Alberto Puiggari (2010-2025)
- Raúl Martín (2025-)

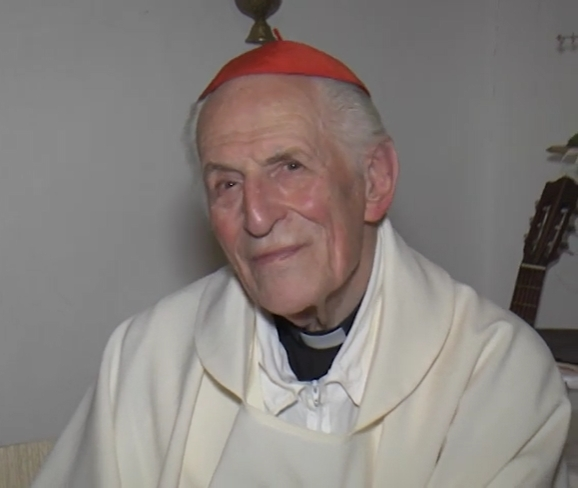
Estanislao Esteban Karlic

Paraná (aartsbisdom) · Concordia · Gualeguaychú